# عزت‌الله حبیب زاده
عزت‌الله حبیب زاده (زاده ۱۳۵۱، دیزج قربان) نمایندهٔ دورهٔ دوازدهم مجلس شورای اسلامی از حوزه انتخابیه مرند و جلفا در استان آذربایجان شرقی است که با کسب ۴۰۰۲۳ رای به مجلس شورای اسلامی راه پیدا کرد.
حبیب زاده دارای کارشناسی ارشد حقوق خصوصی و دانشجوی دکتری علوم سیاسی می‌باشد. وی مدیر مرکز سی تی اسکن، تصویر برداری و تشخیص طبی حکیمان مرند را می‌باشد و در زمینهٔ تولید تجهیزات پزشکی فعالیت دارد.